# Hipismo nos Jogos Olímpicos de Verão de 2008 - Adestramento individual

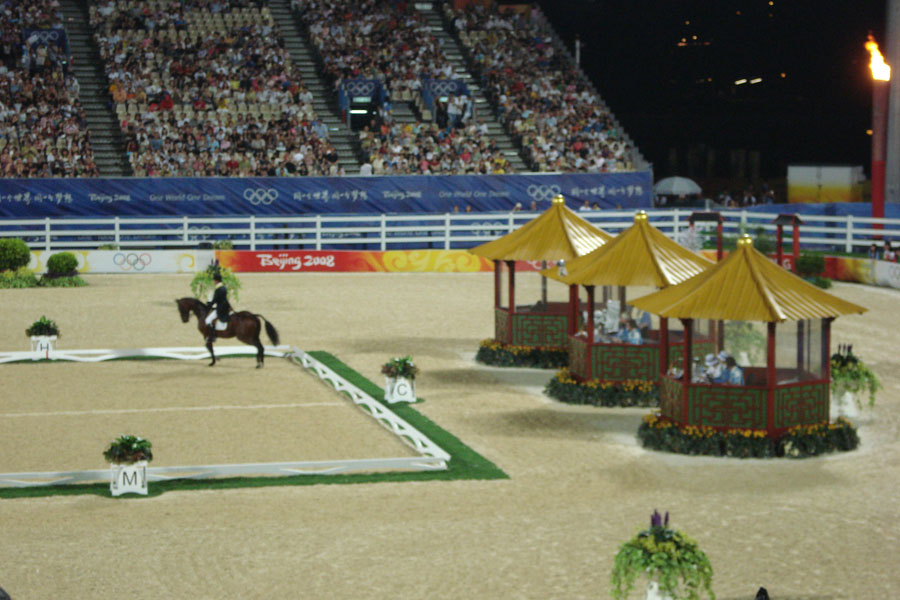
Ginete durante a apresentação do adestramento em Pequim.

A competição de adestramento individual do hipismo nos Jogos Olímpicos de Verão de 2008 foi realizadas entre os dias 14 e 19 de agosto de 2008 na Arena Eqüestre de Hong Kong.
Em 22 de setembro de 2008 a Federação Equestre Internacional (FEI) desclassificou a equipe estadunidense de adestramento por equipes e o décimo terceiro lugar de Courtney King no adestramento individual, após o cavalo Harmony's Mythilus de King testar positivo para a substância felbinac, um anti-inflamatório não-esteroide, considerado dopante.

## Medalhistas
| Ouro   | NED Anky van Grunsven (Salinero) |
| Prata  | GER Isabell Werth (Satchmo)      |
| Bronze | GER Heike Kemmer (Bonaparte)     |

## Resultados
| Pos. | Atleta                            | Cavalo             | 1º dia | Pos. | 2º dia | Pos. | 3º dia | Pos. | Total      |
| ---- | --------------------------------- | ------------------ | ------ | ---- | ------ | ---- | ------ | ---- | ---------- |
|      | NED Anky van Grunsven             | Salinero           | 74.750 | 2    | 74.960 | 2    | 82.400 | 1    | 78.680     |
|      | GER Isabell Werth                 | Satchmo            | 76.417 | 1    | 75.200 | 1    | 78.100 | 2    | 76.650     |
|      | GER Heike Kemmer                  | Bonaparte          | 72.250 | 3    | 72.960 | 3    | 75.950 | 4    | 74.455     |
| 4    | USA Steffen Peters                | Ravel              | 70.000 | 10   | 71.800 | 4    | 76.500 | 3    | 74.150     |
| 5    | NED Hans Peter Minderhoud         | Nadine             | 69.625 | 11   | 70.920 | 7    | 75.150 | 5    | 73.035     |
| 6    | RUS Alexandra Korelova            | Balagur            | 68.500 | 15   | 71.400 | 4    | 73.850 | 8    | 72.625     |
| 7    | GBR Emma Hindle                   | Lancet             | 71.125 | 4    | 70.440 | 9    | 74.250 | 6    | 72.345     |
| 8    | FIN Kyra Kyrklund                 | Max                | 70.583 | 6    | 69.720 | 10   | 74.250 | 6    | 71.985     |
| 9    | MEX Bernadette Pujals             | Vincent            | 69.250 | 12   | 71.000 | 6    | 72.350 | 11   | 71.675     |
| 10   | SWE Jan Brink                     | Briar              | 68.875 | 13   | 68.960 | 13   | 73.450 | 9    | 71.205     |
| 11   | DEN Andreas Helgstrand            | Don Schufro        | 68.833 | 14   | 68.800 | 14   | 72.550 | 10   | 70.675     |
| 12   | SWE Tinne Silfven                 | Solos Carex        | 66.042 | 23   | 69.240 | 11   | 71.450 | 12   | 70.345     |
| 13   | CAN Ashley Holzer                 | Pop art            | 67.042 | 19   | 68.760 | 15   | 71.450 | 12   | 70.105     |
| 14   | DEN Nathalie Zu Seyn-Wittgenstein | Digby              | 70.417 | 8    | 69.120 | 12   | 69.100 | 15   | 69.110     |
| 15   | ESP Juan Manuel Munoz             | Duego XII          | 66.083 | 22   | 68.160 | 16   | 50 !   | 50 ! | 50 !       |
| 16   | GER Nadine Capellmann             | Elvis Va           | 70.083 | 9    | 67.240 | 17   | 49 !   | 51 ! | 49 !       |
| 17   | GBR Laura Bechtolsheimer          | Mistral Hojris     | 65.917 | 24   | 67.160 | 18   | 48 !   | 52 ! | 48 !       |
| 18   | AUS Hayley Beresford              | Relampago          | 65.583 | 26   | 66.320 | 19   | 47 !   | 53 ! | 47 !       |
| 19   | AUS Kristy Oatley                 | Quando Quando      | 65.750 | 25   | 66.080 | 20   | 46 !   | 54 ! | 46 !       |
| 20   | FRA Marc Boblet                   | Whitini Star       | 66.125 | 21   | 65.640 | 21   | 45 !   | 55 ! | 45 !       |
| 21   | DEN Anne van Olst                 | Clearwater         | 67.375 | 17   | 65.320 | 22   | 44 !   | 56 ! | 44 !       |
| 22   | POL Michal Rapcewicz              | Randon             | 67.500 | 16   | 65.120 | 23   | 43 !   | 57 ! | 43 !       |
| 23   | SWE Patrik Kittel                 | Floresco           | 67.125 | 18   | 64.360 | 24   | 42 !   | 58 ! | 42 !       |
| 24   | FRA Hubert Perring                | Diabolo St Maurice | 66.833 | 20   | 62.680 | 25   | 41 !   | 59 ! | 41 !       |
| 25   | NED Imke Schellekens-Bartels      | Sunrise            | 70.875 | 5    | WD     | 26   | 40 !   | 60 ! | 40 !       |
| 26   | AUT Victoria Max-Theurer          | Falcao             | 65.333 | 27   | 60 !   | 27 ! | 39 !   | 61 ! | 39 !       |
| 27   | ESP Jordi Domingo                 | Prestige           | 64.042 | 28   | 59 !   | 28 ! | 38 !   | 62 ! | 38 !       |
| 28   | CAN Jacqueline Brooks             | Gran Gesto         | 63.750 | 29   | 58 !   | 29 ! | 37 !   | 63 ! | 37 !       |
| 29   | BLR Iryna Lis                     | Redford            | 63.500 | 30   | 57 !   | 30 ! | 36 !   | 64 ! | 36 !       |
| 30   | GBR Jane Gregory                  | Lucky Star         | 63.375 | 31   | 56 !   | 31 ! | 35 !   | 65 ! | 35 !       |
| 31   | FRA Julia Chevanne                | Calimucho          | 63.250 | 32   | 55 !   | 32 ! | 34 !   | 66 ! | 34 !       |
| 32   | POR Daniel Pinto                  | Galopin de la Font | 63.083 | 33   | 54 !   | 33 ! | 33 !   | 67 ! | 33 !       |
| 33   | USA Debbie McDonald               | Brentina           | 63.000 | 34   | 53 !   | 34 ! | 32 !   | 68 ! | 32 !       |
| 34   | JPN Hiroshi Hoketsu               | Whisper            | 62.542 | 35   | 52 !   | 35 ! | 31 !   | 69 ! | 31 !       |
| 34   | AUS Ryan Heath                    | Greenoaks Dundee   | 62.542 | 35   | 51 !   | 36 ! | 30 !   | 70 ! | 30 !       |
| 36   | RUS Tatiana Miloserdova           | Wat a feeling      | 61.875 | 37   | 50 !   | 37 ! | 29 !   | 71 ! | 29 !       |
| 36   | ITA Pierluigi Sangiorgi           | Flourian           | 61.875 | 37   | 49 !   | 38 ! | 28 !   | 72 ! | 28 !       |
| 38   | POR Carlos Pinto                  | Notavel            | 61.708 | 39   | 48 !   | 39 ! | 27 !   | 73 ! | 27 !       |
| 39   | BRA Luíza Almeida                 | Samba              | 60.833 | 40   | 47 !   | 40 ! | 26 !   | 74 ! | 26 !       |
| 40   | CHN Liu Lina                      | Piroschka          | 60.625 | 41   | 46 !   | 41 ! | 25 !   | 75 ! | 25 !       |
| 41   | JPN Mieko Yagi                    | Dow Jones          | 60.167 | 42   | 45 !   | 42 ! | 24 !   | 76 ! | 24 !       |
| 42   | BRA Leandro Silva                 | Oceano Do Top      | 60.125 | 43   | 44 !   | 43 ! | 23 !   | 77 ! | 23 !       |
| 43   | CAN Leslie Reid                   | Orion              | 59.750 | 44   | 43 !   | 44 ! | 22 !   | 78 ! | 22 !       |
| 44   | JPN Yuko Kitai                    | Rambo              | 59.250 | 45   | 42 !   | 45 ! | 21 !   | 79 ! | 21 !       |
| 45   | KOR Choi Jun-Sang                 | Cinque Cento       | 57.333 | 46   | 41 !   | 46 ! | 20 !   | 80 ! | 20 !       |
| 47 ! | POR Miguel Ralão Duarte           | Oxalis             | RT     | 47 ! | 40 !   | 47 ! | 19 !   | 81 ! | 19 !       |
|      | USA Courtney King                 | Mythilus           | 70.458 | 7    | 70.800 | 8    | 69.550 | 14   | 70.175 DSQ |